# Critters 3
Critters 3 (ang. Critters 3: You Are What They Eat) – komediowy horror science-fiction z 1991 roku w reżyserii Kristine Peterson. Jest to trzecia odsłona z serii Critters.

## Zarys fabuły
Critty, kosmiczni antybohaterowie poprzednich filmów z serii, składają jaja w samochodzie, którym podróżuje pewna amerykańska rodzina. Jej członkowie powracają do miasta. Critty atakują mieszkańców budynku mieszkalnego.

## Obsada
- Don Keith Opper: Charlie McFadden
- John Calvin: Clifford
- Nina Axelrod: Betty Briggs
- Leonardo DiCaprio: Josh
- Geoffrey Blake: Frank
- Diana Bellamy: Rosalie
- Frances Bay: pani Menges
- Joseph Cousins: Johnny
- Terrence Mann: Ug
- José Luis Valansuela: Mario
- Christian Cousins: Johnny
- Aimee Brooks: Annie
- William Dennis Hunt: Briggs
- Katherine Cortez: Marsha
- Bill Zukert: pan Menges